# Bellefond (Côte-d'Or)
Bellefond is een gemeente in het Franse departement Côte-d'Or (regio Bourgogne-Franche-Comté) en telt 821 inwoners (2005). De plaats maakt deel uit van het arrondissement Dijon.

## Geografie
De oppervlakte van Bellefond bedraagt 2,5 km², de bevolkingsdichtheid is 328,4 inwoners per km².
De onderstaande kaart toont de ligging van Bellefond (Côte-d'Or) met de belangrijkste infrastructuur en aangrenzende gemeenten.

## Demografie
Onderstaande figuur toont het verloop van het inwonertal (bron: INSEE-tellingen).